# Malesco
Malesco é uma comuna italiana da região do Piemonte, província do Verbano Cusio Ossola, com cerca de 1.473 habitantes. Estende-se por uma área de 43 km², tendo uma densidade populacional de 34 hab/km². Faz fronteira com Cossogno, Craveggia, Cursolo-Orasso, Re, Santa Maria Maggiore, Trontano, Villette.

## Demografia
| Variação demográfica do município entre 1861 e 2011                               |
|                                                                                   |
| Fonte: Istituto Nazionale di Statistica (ISTAT) - Elaboração gráfica da Wikipedia |